# Большая литературная премия России
Большая литературная премия России — ежегодная премия авторам поэтических, прозаических, драматургических произведений, которые отличаются верностью российским традициям в литературе, глубоким проникновением в нравственно-психологические основы бытия человека, общества, государства, в жизнь человека труда. Учреждена в 2000 году. Учредители — Союз писателей России и Акционерная компания «Алроса». Цель премии — объединить усилия интеллектуальной, литературной и экономической России в обозначении знаковых имен в современной российской литературе. В рамках Большой литературной премии России с 2005 года присуждается специальная премия «На благо России».

## Процедура присуждения
Премия присуждается авторам поэтических (сборник стихов, поэма, цикл стихотворений), прозаических (роман, повесть, сборник рассказов, литературоведческое исследование), драматургических произведений.
Выдвижение кандидатов на соискание Большой литературной премии России производится творческими коллективами, общественными и государственными организациями, печатными изданиями ежегодно с 1 января. Комиссия принимает документы ежегодно до 1 июня включительно при условии, что выдвигаемое на соискание премии произведение опубликовано не менее, чем за полгода до этой даты. Итоговое заседание комиссии по присуждению премии проводится не позднее 1 июля.
Решение о присуждении премии принимается комиссией, в которой представлены все учредители премии. Состав и решения комиссии утверждаются секретариатом правления Союза писателей России. Решения комиссии принимаются коллегиально и являются действительными, если на заседании комиссии присутствовало не менее 2/3 её состава. Лауреатами признаются авторы произведений, за которые проголосовало более половины участвующих в заседании комиссии.
Ежегодно присуждаются три премии:
- 1-я — общероссийская;
- 2-я — региональная, Саха-Якутия;
- 3-я — региональная, Российская Федерация.

## Призы
Лауреатам вручается диплом о присуждении премии и денежное вознаграждение.
Денежный эквивалент:
- 1-я премия — 15 тысяч долларов США;
- 2-я премия — 10 тысяч долларов США;
- 3-я премия — 5 тысяч долларов США.

## Лауреаты

### 2001 год
- 1-я премия (общероссийская):

- Николай Скатов за книгу «Пушкин. Русский гений».
- Станислав Куняев за книгу «Поэзия. Судьба. Россия».

- 2-я премия (региональная, Саха-Якутия):

- Николай Лугинов за роман «По велению Чингисхана».

- 3-я премия (региональная, Российская Федерация):

- Александр Сегень за романы «Державный» и «Русский ураган».

### 2002 год
- 1-я премия (общероссийская):

- Владимир Костров за книгу стихов «Песня, женщина и река…».
- Альберт Лиханов за роман «Никто» и повесть «Сломанная кукла».
- Виктор Николаев (Князькин) за повесть «Живый в помощи».

- 2-я премия (региональная, Саха-Якутия):

- Дмитрий Сивцев (Суорун Омоллоон) за выдающийся вклад в развитие якутской и русской литературы и литературно-публицистические произведения последних лет.
- Андрей Кривошапкин за роман «Кочевье длиною в жизнь».

- 3-я премия (региональная, Российская Федерация):

- Ким Балков (Иркутск) за роман «За Русью — Русь».
- Василий Юровских (Шадринск) за рассказы, опубликованные в «Роман-журнале XXI век».

### 2003 год
- 1-я премия (общероссийская):

- Валерий Ганичев за романы «Адмирал Ушаков», «Росс непобедимый», повесть «Дорожник».
- Юрий Лощиц за повесть «Пасха красная» и книгу прозы «Полумир».

- 2-я премия (региональная, Саха-Якутия):

- Владимир Фёдоров за пьесу «Одиссея инока якутского» и книгу прозы «Сезон зверя».
- Наталья Харлампьева за поэтические публикации последних лет.

- 3-я премия (региональная, Российская Федерация):

- Николай Рачков (Тосно) за книги стихов «Рябиновая Русь» и «Золотой венец».
- Владимир Карпов (Московская область) за роман «Танец единения душ».

### 2004 год
- 1-я премия (общероссийская):

- Михаил Лобанов за книгу «В сражении и любви: Опыт духовной автобиографии».
- Леонид Бородин за книгу воспоминаний «Без выбора».
- Николай Коняев за документальную повесть «Апостольский колокол».

- 2-я премия (региональная, Саха-Якутия):

- Савва Тарасов за произведения последних лет и большой вклад в развитие якутской и русской литератур.

- 3-я премия (региональная, Российская Федерация):

- Владимир Бондаренко за книгу «Три лика русского патриотизма».
- Николай Скромный (Мурманск) за роман-хронику «Перелом».
- Валерий Шамшурин за романы «Два императора» и «Сталинский сокол».

### 2005 год
- 1-я премия (общероссийская):

- Феликс Кузнецов за исследование «Правда „Тихого Дона“».
- Константин Скворцов за книгу «Сим победиши».
- Семён Шуртаков за книгу «Славянский ход».

- 2-я премия (региональная, Саха-Якутия):

- Степан Тимофеев за книгу «Минувшие годы».
- Сергей Шевков (посмертно) за книгу «О друзьях-товарищах».

- 3-я премия (региональная, Российская Федерация):

- Николай Зиновьев (Краснодар) за книгу стихов «На самом древнем рубеже».
- Михаил Зайцев (Волгоград) за книгу стихов «Верста».

- специальная премия «На благо России»:

- Владимир Исайчев за книгу стихов «Искренне ваш».

### 2006 год
- 1-я премия (общероссийская):

- Владимир Личутин за роман «Беглец из рая».
- Михаил Чванов за книгу «Мы — русские!».
- Николай Дорошенко за повесть «Запретный художник».

- 2-я премия (региональная, Саха-Якутия):

- Геннадий Иванов за вклад в издание классиков якутской литературы.
- Вадим Дементьев за деятельность по пропаганде литературы Якутии.

- 3-я премия (региональная, Российская Федерация):

- Елена Кузьмина (Архангельск) за книгу стихов «Северные письма», поэтический цикл «Димитриевская суббота».
- Магомед Ахмедов (Дагестан) за книгу стихов «Тайный час».
- Евгений Семичев (Самара) за книгу стихов «Небесная крепь».

- специальная премия «На благо России»:

- Екатерина Елагина за книгу мемуаров «Алмазная экспедиция».

### 2007 год
- 1-я премия (общероссийская):

- Ольга Фокина (Вологда) за стихи в журнале «Лад».
- Николай Переяслов за книгу «Литература после Шукшина».
- Александр Новосельцев (Елец) за книгу прозы «Пал».

- 2-я премия (региональная, Саха-Якутия):

- Мария Алексеева (переводчик) за переводы книг Священного Писания, вошедшие в издание Нового Завета на якутском языке.
- Аита Шапошникова (переводчик) за переводы книг Священного Писания, вошедшие в издание Нового Завета на якутском языке.

- 3-я премия (региональная, Российская Федерация):

- Надежда Мирошниченко (Сыктывкар) за книгу стихов «Белая сотня».
- Анатолий Байбородин (Иркутск) за книгу прозы «Утоли мои печали».
- Валерий Казаков (Кемерово) за книгу прозы «Записки колониального чиновника».

- специальная премия «На благо России»:

- Михаил Ножкин за многолетнее служение российской литературе.

### 2008 год
- 1-я премия (общероссийская):

- Егор Исаев за многолетнее служение российской литературе и подборки стихов, опубликованных в 2007 году в центральной печати.
- Василий Макеев (Волгоград) за трехтомник «Избранное» (стихи, проза, публицистика).
- Евгений Юшин за книгу стихов «За околицей рая» и публикации в журналах «Родная Ладога», «День православной поэзии».

- 2-я премия (региональная, Саха-Якутия):

- Ариадна Борисова за роман «Божья отметина».
- Павел Харитонов-Ойуку за роман «Ямщики на Лене» (в трех книгах, на якутском языке).

- 3-я премия (региональная, Российская Федерация):

- Владимир Невярович (Задонск) за книгу «Певец святой Руси. Сергей Бехтеев: жизнь и творчество».
- Нина Груздева (Вологда) за книгу стихов «Краешек зари».
- Дмитрий Рогачёв за роман «Москва — Сталинград».

- специальная премия «На благо России»:

- Татьяна Петрова за многолетнее высокое и патриотическое служение российской культуре.

### 2009 год
- 1-я премия (общероссийская):

- Валентин Устинов Москва за книгу стихов «Песчаный свиток» (Пятикнижие — сорок две поэмы).
- Александр Арцибашев за выдающиеся литературные заслуги и общественную деятельность.
- Евгений Кулькин (Волгоград).

- 2-я премия (региональная, Саха-Якутия):

- Василий Харысхал (Василий Егорович Васильев).

- 3-я премия (региональная, Российская Федерация):

- Николай Колычев (Мурманск) за книгу стихов «Гармония противоречий».

- специальная премия «На благо России»:

- Василий Лановой — за выдающийся вклад в развитие культуры России.

### 2010 год
- 1-я премия (общероссийская):

- Лариса Васильева (Москва) за книгу о создателе Т-34 Кошкине
- Виктор Лихоносов (Краснодар) за вклад в отечественную литературу
- Перевезенцев Сергей (Москва) за книгу «Россия. Великая судьба»

- 2-я премия (региональная, Саха-Якутия):

- 3-я премия (региональная, Российская Федерация):

- Александр Кердан (Екатеринбург) за исторические романы о Русской Америке:
- Татьяна Четверикова (Омск) за стихи последних лет

### 2011 год
- 1-я премия (общероссийская)

- Светлана Михайловна Шолохова (станица Вёшенская) и Александр Фёдорович Стручков (Москва) за большой и значимый труд — подготовку и издание авторской редакции романа Михаила Александровича Шолохова «Тихий Дон»

- Лауреаты первой премии:

- Юрий Вяземский за романы «Детство Понтия Пилата» и «Трудный вторник».
- Александр Казинцев за книгу «Возвращение масс. Дневник современника».

- 2-я премия (региональная, Саха-Якутия):

- Ришат Юзмухаметов за книгу «Звездный час и трагедия Ларисы Попугаевой».
- Николай Калитин за книгу «Тоомоо».

- 3-я премия (региональная, Российская Федерация):

- Борис Бурмистров (Кемерово) за книгу стихов «Сквозь сумерки времен» избранное.
- Борис Орлов (Санкт-Петербург) за книгу стихов «Лучшая погода — непогода».
- Геннадий Красников (Москва) за стихи последних лет, подготовку и издание антологий «Русская поэзия. XXI век» и военной поэзии «Ты припомни, Россия, как всё это было!..»

- Специальная премия «На благо России»:

- Валентин Распутин, Татьяна Доронина. Всемирно-известного писателя и художественного руководителя МХАТ им. Горького соединяют многие годы плодотворной работы, на его сцене поставлены пьесы Валентина Распутина.

### 2012 год
- Амир Аминев (Уфа) — за книгу прозы «Китай-город»
- Александр Доронин (Саранск) — за трёхтомное собрание сочинений
- Иван Иннокентьев (Якутск) и Борис Лукин (Москва) — за подготовку и издание серии книг «Поэтические голоса России»
- Анатолий Кирилин (Барнаул) — за книгу прозы «Избранное»
- Лев Котюков (Москва) — за книгу стихов «Под небом любви»
- Пётр Краснов (Оренбург) — за пятитомное собрание сочинений
- Валентин Осипов (Москва) — за книгу «Шолохов» в серии ЖЗЛ.

Специальная премия «На благо России»:
- Юрий Бондарев
- Александра Пахмутова и Николай Добронравов

### 2016 год
- 1-я премия за произведения для детей и юношества:

- Светлана Пономарева (Москва) за книгу «Очкарик»

- 1-я премия (общероссийская) — за выдающийся вклад в развитие культуры России

- Епископ Тихон (Шевкунов) за книгу «Несвятые святые»

- 2-я премия (общероссийская)

- Виктор Потанин (Курган) за книгу «Ангел мой»
- Ирина Семенова (Орел) за поэмы «Звезда Хорасана», «Командор», «Ермолов», «Икона»

- 3-я премия (региональная, Российская Федерация)

- Сергей Бережной (Белгород) за книгу «Сафари по уикендам»
- Камиль Зиганшин (Уфа) за роман «Золото Алдана»

### 2017 год
- Бушин, Владимир Сергеевич — за выдающуюся публицистику, опубликованную в периодике и в книгах последних лет.
- Иванов Николай Фёдорович — за книгу прозы «Засечная черта».
- Куняев, Станислав Юрьевич — за книгу «Николай Клюев».
- Лучезарнова, Евдокия Дмитриевна — за книгу «Время России».
- Молчанов, Владимир Ефимович — за поэтические сборники «Село моё вербное» и «Пришла пора».
- Перминов, Юрий Петрович — за книгу избранных стихотворений «Песни русской окраины».
- Попов, Михаил Михайлович — за роман «На кресах всходних».

### 2018 год
- Беседин, Николай Васильевич за сборник стихов «Избранное»
- Куняев Станислав Юрьевич — специальная премия «На благо России»
- Омельчук, Анатолий Константинович за свод произведений «Книга Сибири»
- Скиф, Владимир Петрович за поэтический двухтомник «Древо с листьями имён»
- Сычева, Лидия Андреевна за книгу рассказов «Три власти»
- Тхазеплов Хасан Миседович за книгу стихов «Путь караванщика»
- Щепоткин, Вячеслав Иванович за романы «Крик совы перед концом сезона» и «Дуэль алмазных президентов»

### 2021 год
- Ключников, Юрий Михайлович (Новосибирск) «За выдающий вклад в современное русское искусство художественного перевода»
- Капаев, Иса Суюнович (Черкесск)
- Санги, Владимир Михайлович (Сахалин)

## Галерея

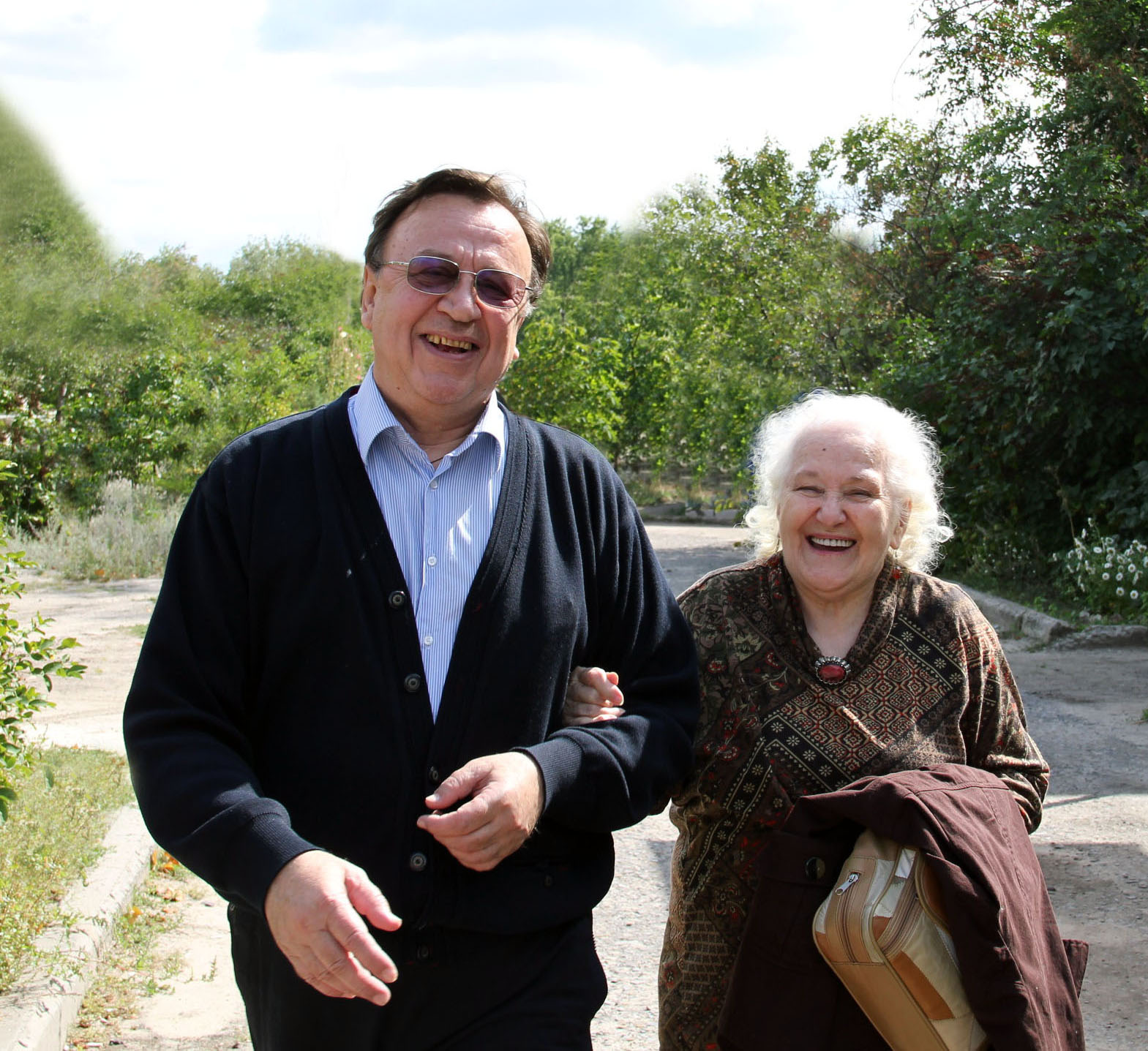
2011 г. Лауреаты Большой литературной премии России (общероссийской) Александр Стручков и Светлана Шолохова
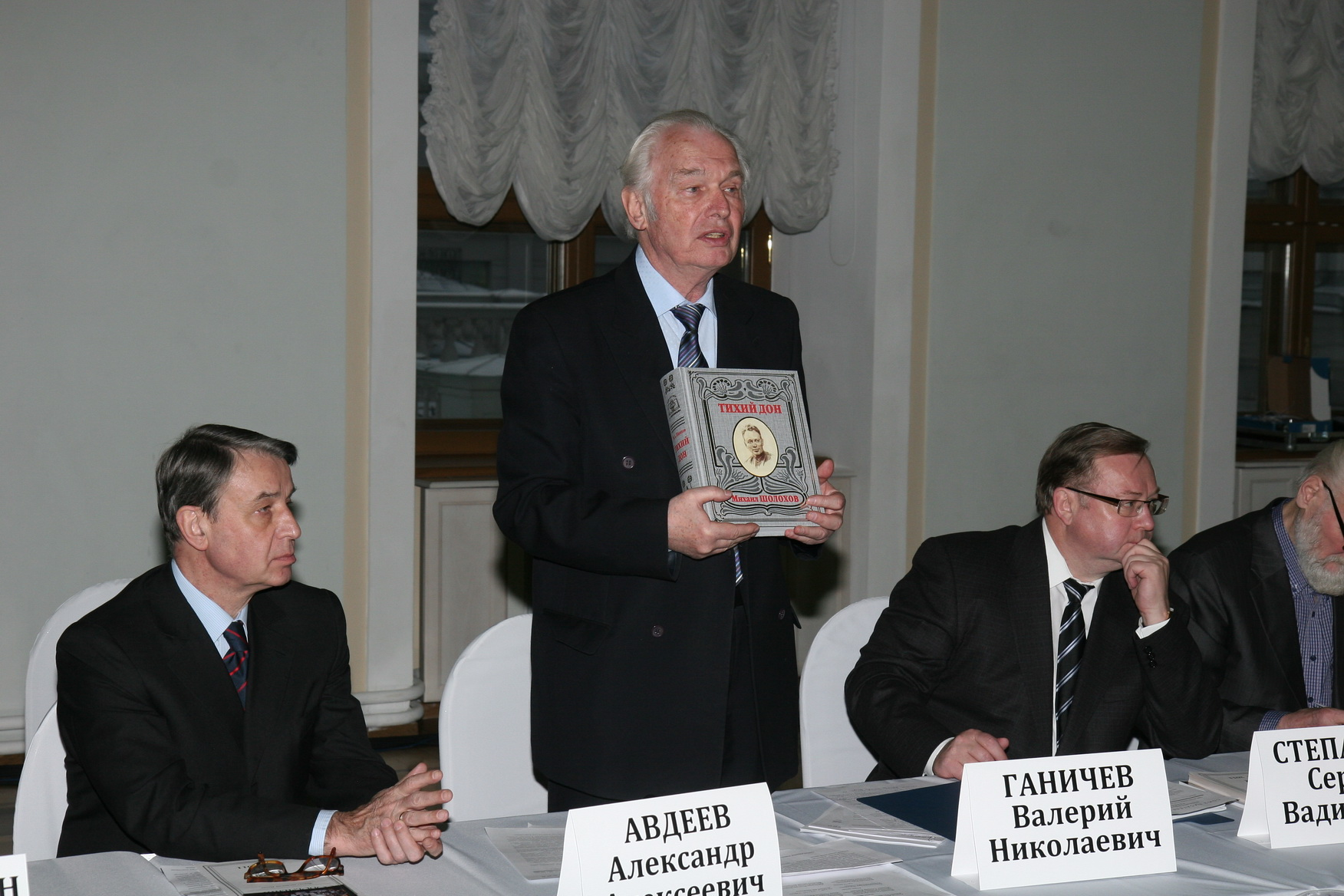
1 декабря 2011 г. Пашков Дом. Председатель Союза писателей России Валерий Ганичев представляет новейшее издание романа Михаила Шолохова «Тихий Дон»
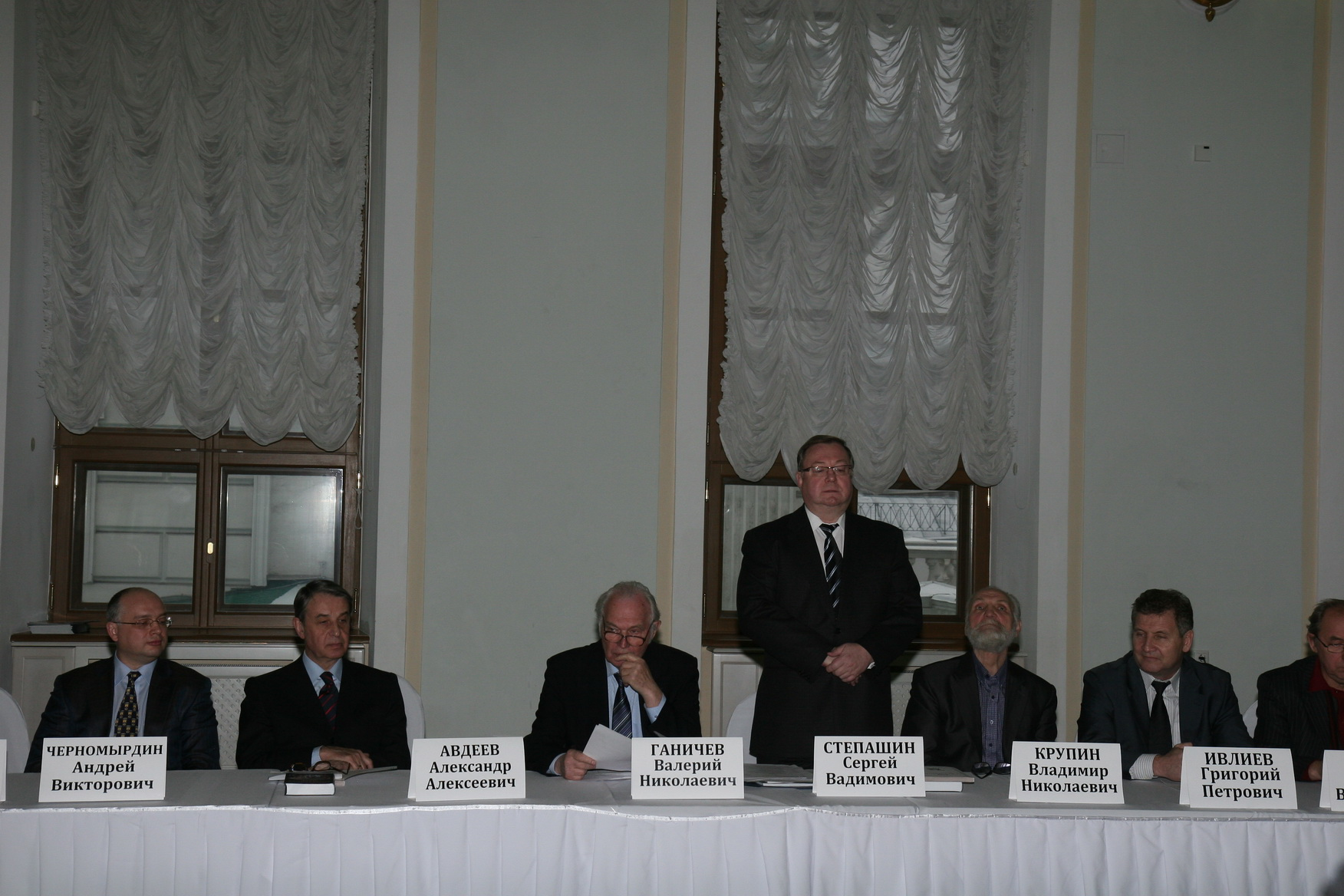
1 декабря 2011 г. Пашков Дом. Выступает президент Российского книжного союза Сергей Степашин
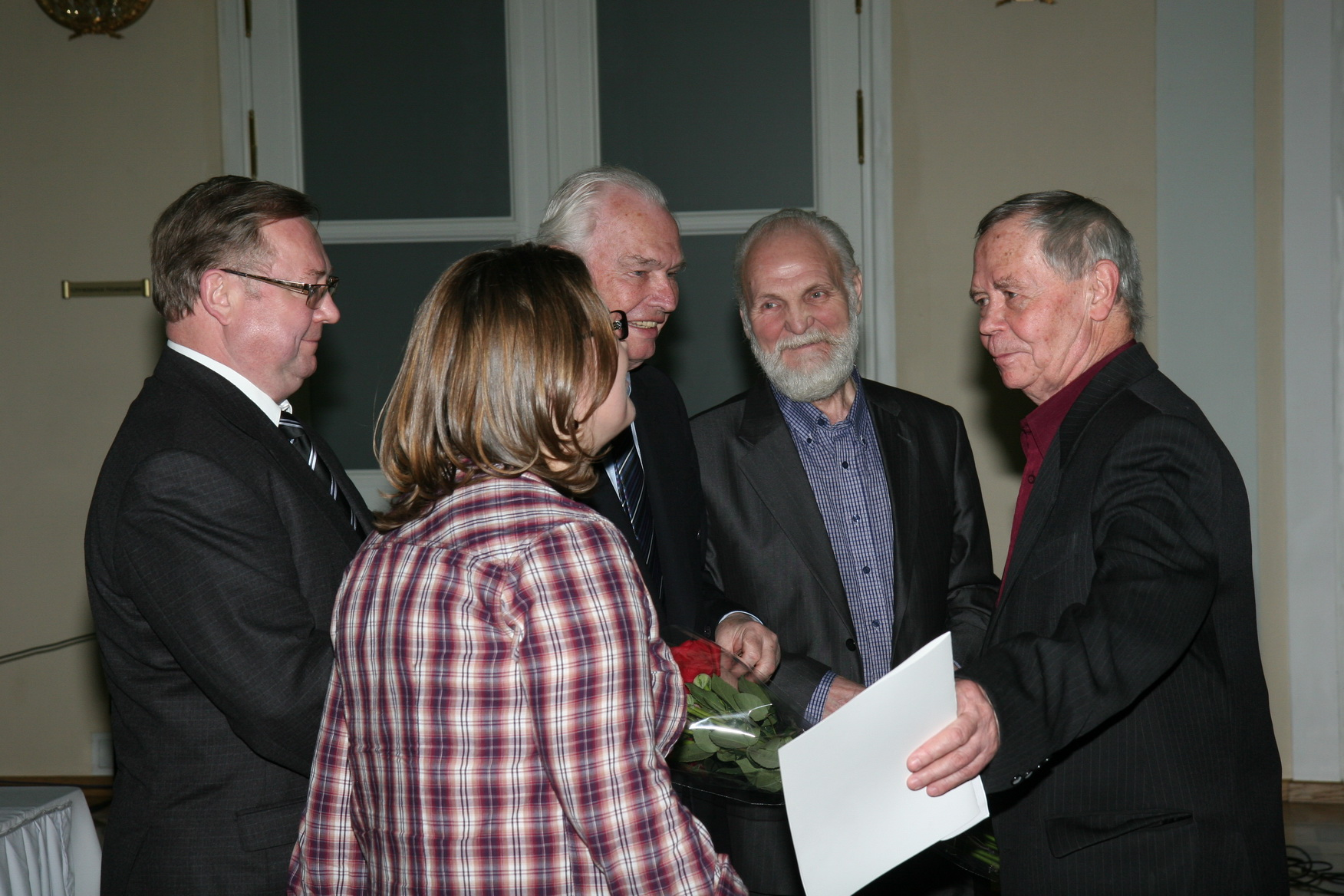
1 декабря 2011 г. Пашков Дом. Валентин Распутин (крайний справа) принимает поздравления с присуждением ему Большой литературной премии России
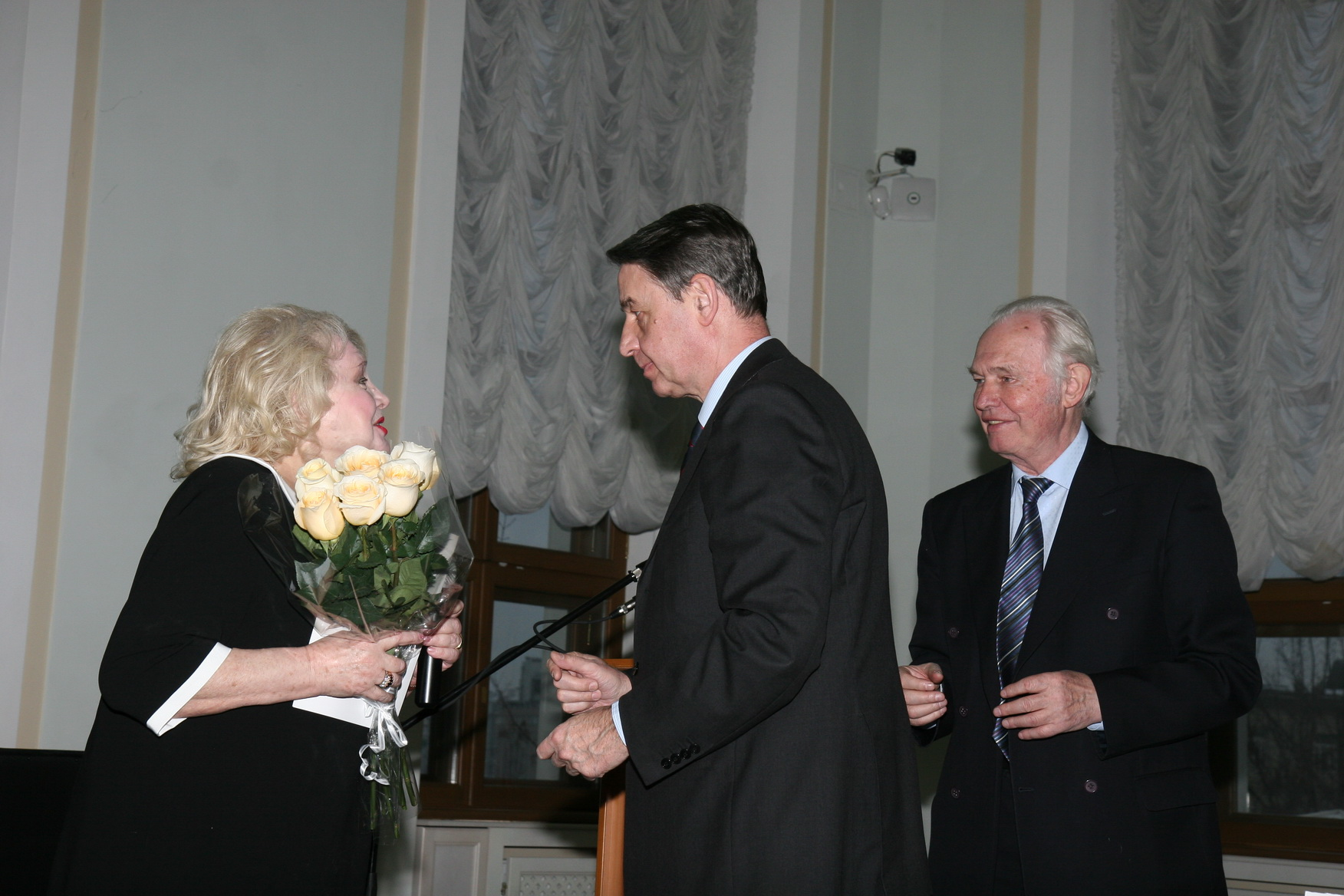
1 декабря 2011 г. Пашков Дом. Министр культуры Александр Авдеев поздравляет Татьяну Доронину
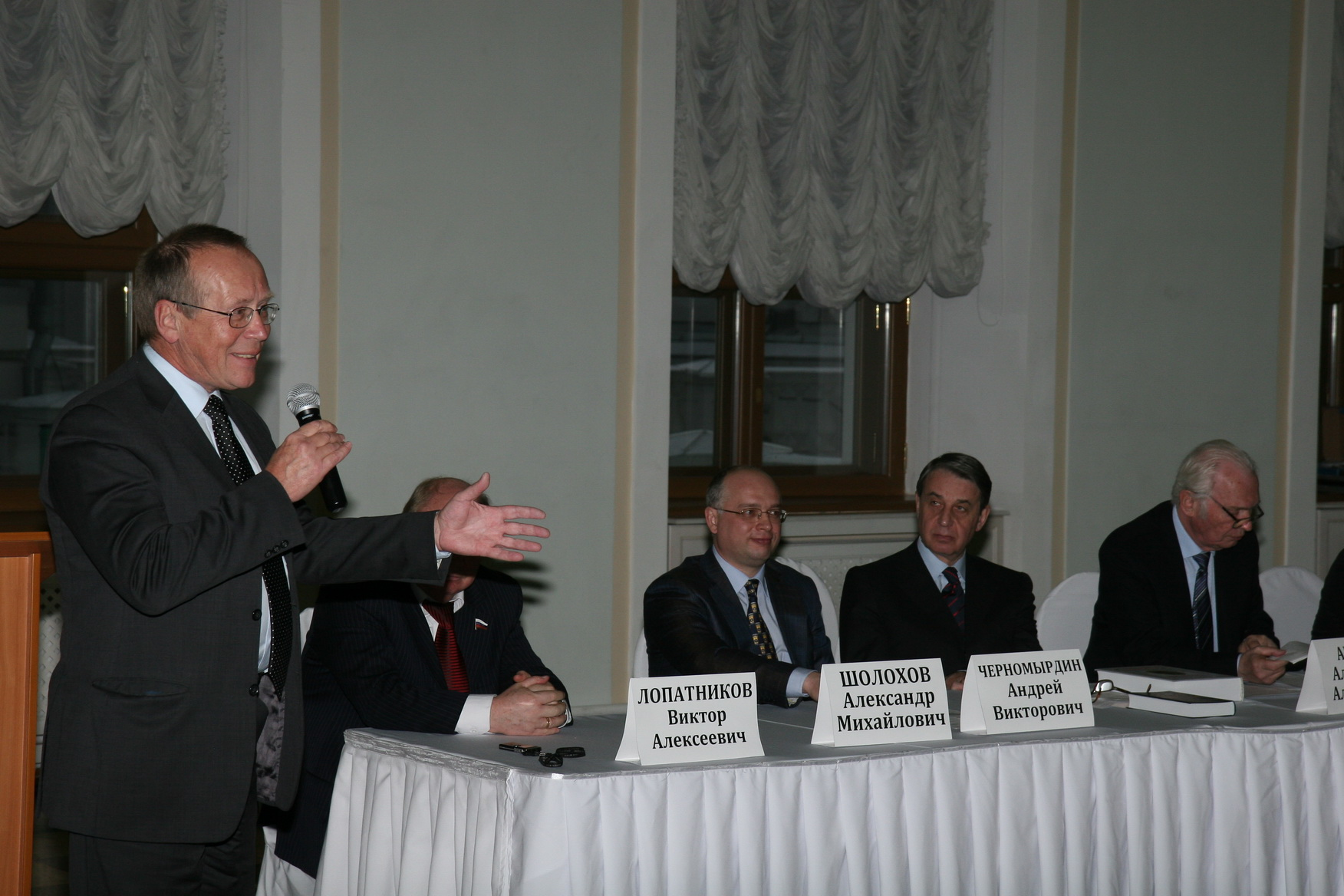
1 декабря 2011 г. Пашков Дом. Выступает лауреат Большой литературной премии России Юрий Вяземский
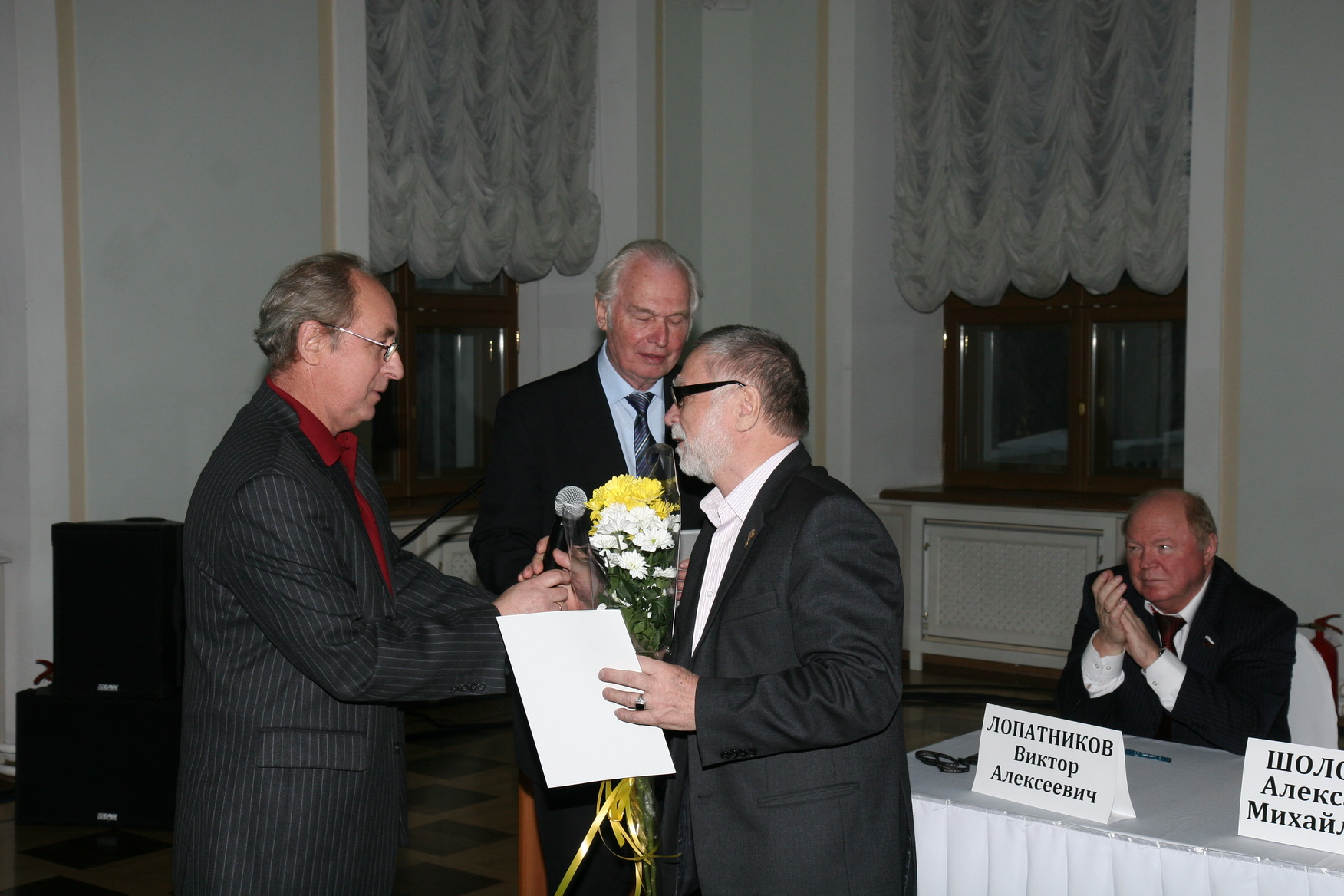
1 декабря 2011 г. Пашков Дом. Поэту Борису Бурмистрову премию вручает Секретарь СП РОССИИ Геннадий Иванов
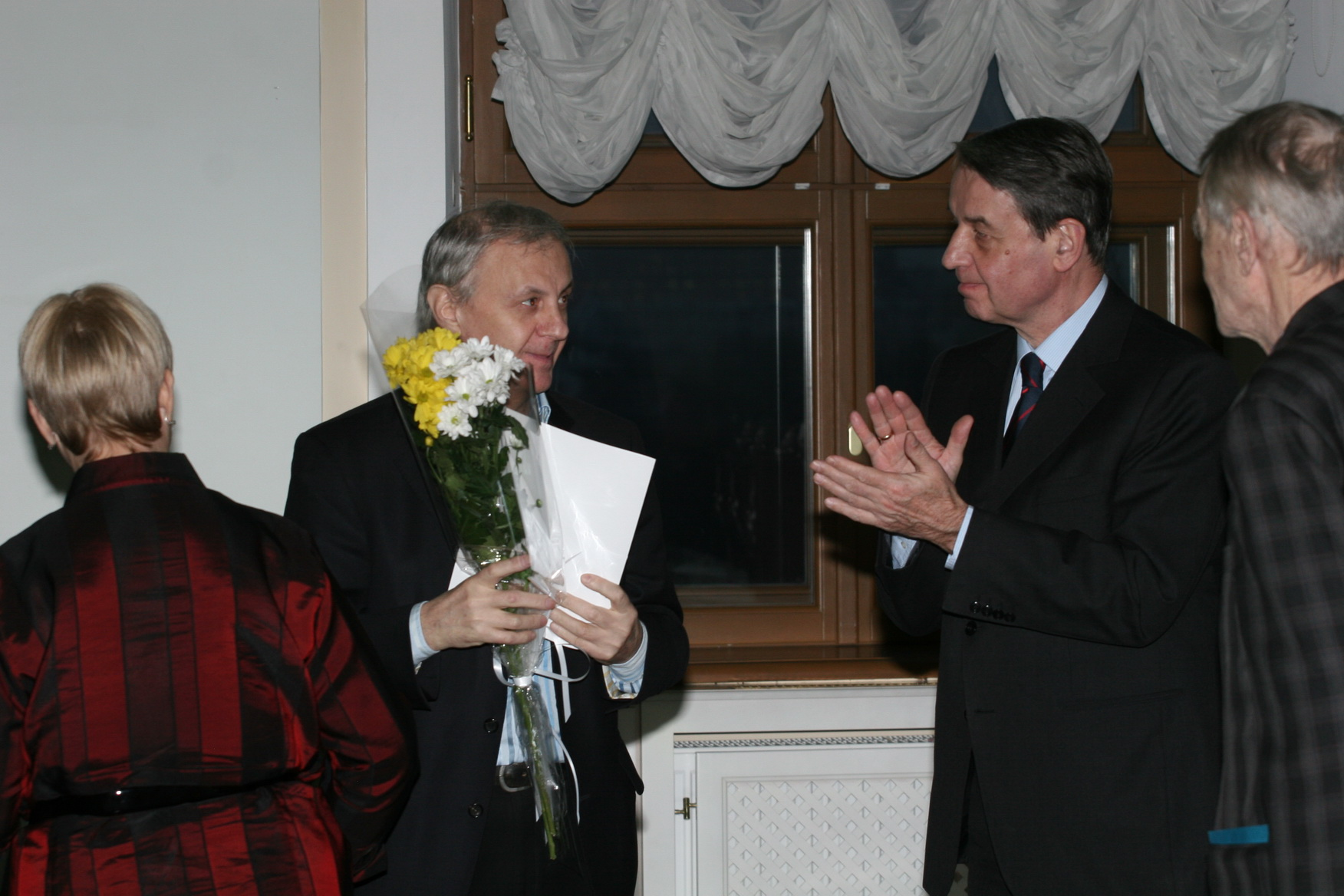
1 декабря 2011 г. Пашков Дом. Министр культуры Александр Авдеев поздравляет поэта Геннадия Красникова
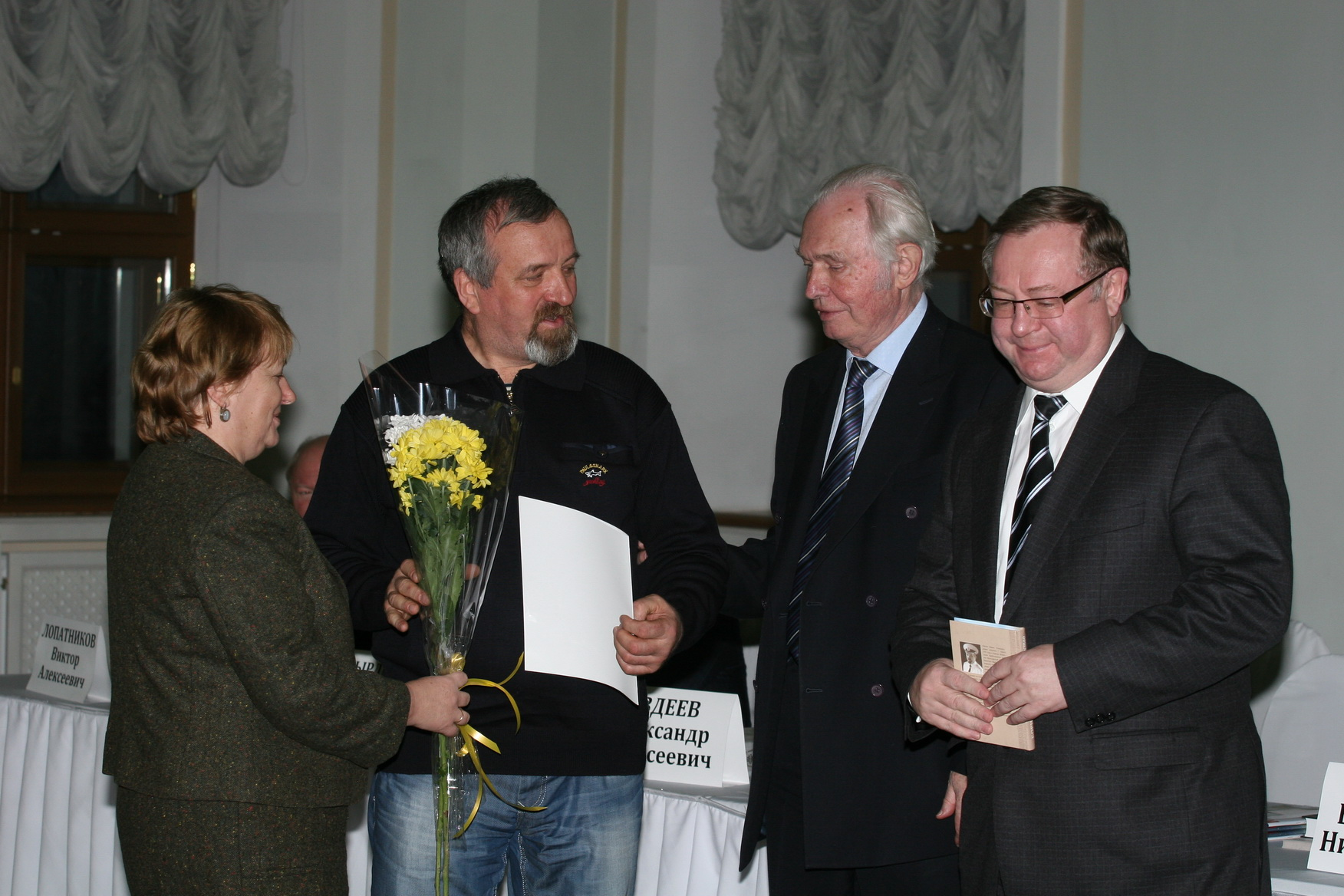
1 декабря 2011 г. Пашков Дом. Поэт Борис Орлов (второй слева) принимает поздравления
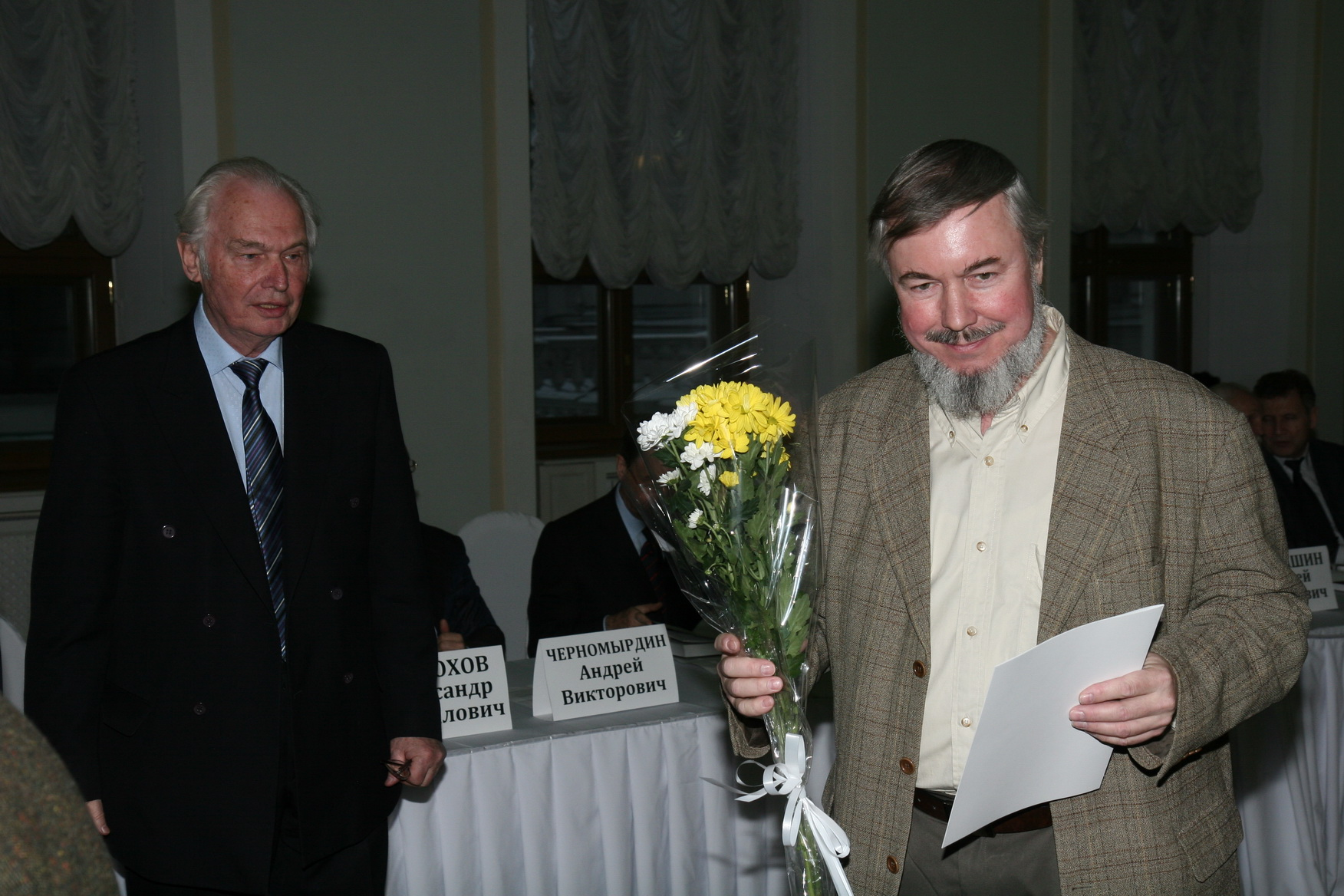
1 декабря 2011 г. Пашков Дом. Председатель Союза писателей России Валерий Ганичев поздравляет Александра Казинцева.